# Carl Eduard Holst
Carl Eduard Holst, född 19 december 1811 i Stralsund, död 1870 i Lübeck var en tyskfödd språkmästare vid Lunds universitet.

## Biografi
Holst föddes i dåvarande Svenska Pommern som son till en bryggare.
Han började sin akademiska bana vid Greifswalds universitet 1833, men bytte 1836 till Lunds universitet där han skrevs in i Skånska nationens fjärde avdelning. År 1842 utnämndes han till tysk språkmästare vid Lunds universitet vid sidan om den ordinarie (franska) diton, som upprätthölls av Louis Marie Jollain. Denna tjänst upprätthöll han till sitt avsked år 1850. Efter att Holst tagit avsked stod den tyska språkmästartjänsten vakant till år 1861, då den och den ordinarie språkmästartjänsten formellt ersattes med en adjunktur i nyeuropeisk lingvistik och modern litteratur. Efter sitt avsked verkade Holst som privatlärare i Lübeck, där han dog 1870.
Han var gift med Louise Susanna Mariane von Normann.